# 조선료리전집

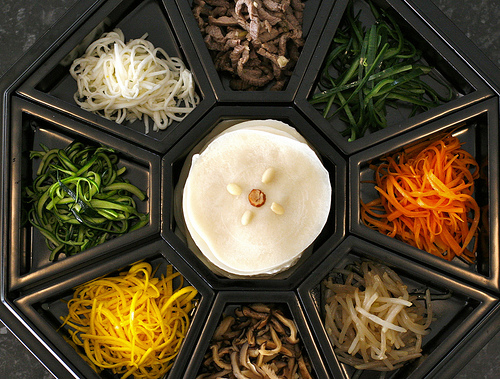

《조선료리전집》(朝鮮料理全集)은 조선민주주의인민공화국의 요리책이다.

## 개요
《조선료리전집》은 2014년에 조선료리협회에서 10권으로 합쳐 발행한 요리책이다.
이 책에서는 단음식, 조선요리, 서양요리, 동양요리 등으로 나누어져있으며, 서양요리나 동양요리를 쓸때 주스를 '단물', 토마토소스를 '도마도장', 소스를 '양념장 (우리 말)'으로 고친것이 특징이다.
《조선료리전집》은 원래 조선의 요리연구단체인 조선료리협회에서 편찬했지만, 인쇄와 출판은 조선외국문도서출판사에서 맡겼다.